# Chico Marx

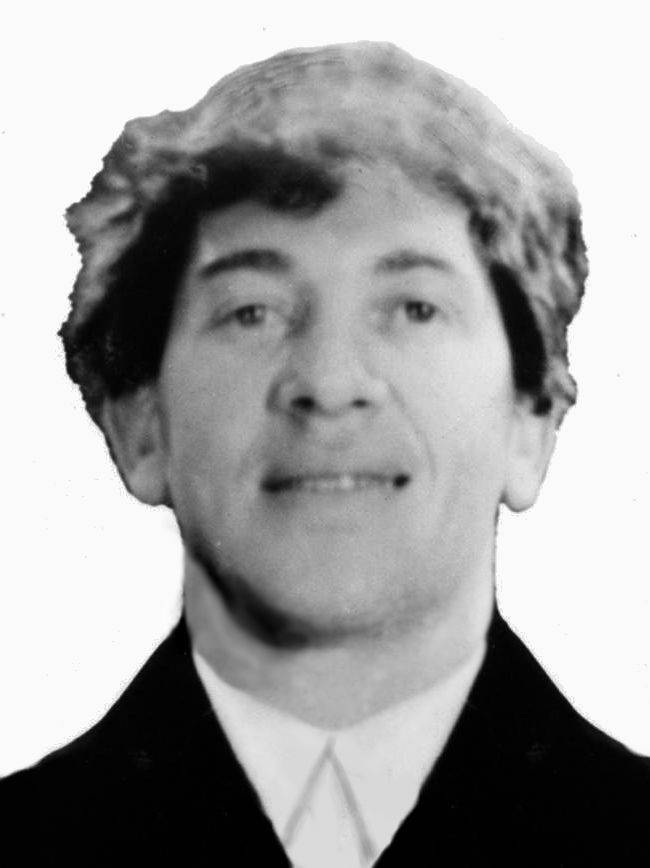
1931

Chico Marx (eigentlich Leonard Marx; * 22. März 1887 in New York; † 11. Oktober 1961) war ein US-amerikanischer Komiker und (Familien-)Mitglied der Marx Brothers.

## Leben
Mit seinem Klavierspiel in seiner berühmten „Pistolenfingertechnik“ sorgte er in jedem der dreizehn Marx-Brothers-Filme stets für ein musikalisches wie akrobatisches Intermezzo. Die Pistolenfingertechnik war ein Resultat daraus, dass Chicos Klavierlehrer im Grunde nur einhändig spielte, während er mit der anderen Hand musikalische Effekte weitgehend vortäuschte. So wurde auch Chico zu einem weitgehend einhändigen Pianisten, der mit seiner zweiten Hand beim Musizieren nicht viel anfangen konnte und so damit begann, Späße zu treiben.
Chico war das zweite Kind der Marx-Familie, sein älterer Bruder Manfred starb jedoch bereits im Kindesalter, sodass er als ältester der Marx-Brothers aufwuchs. Chico trat fast ausschließlich mit Tirolerhut und Karohose auf. Seinen (falschen) italienischen Akzent, den er auch auf der Bühne und im Film einsetze, erlernte der junge Leonard, um von Rowdys aus dem italienischen Viertel in Ruhe gelassen zu werden. Er beherrschte außerdem noch einige weitere Immigrantendialekte.

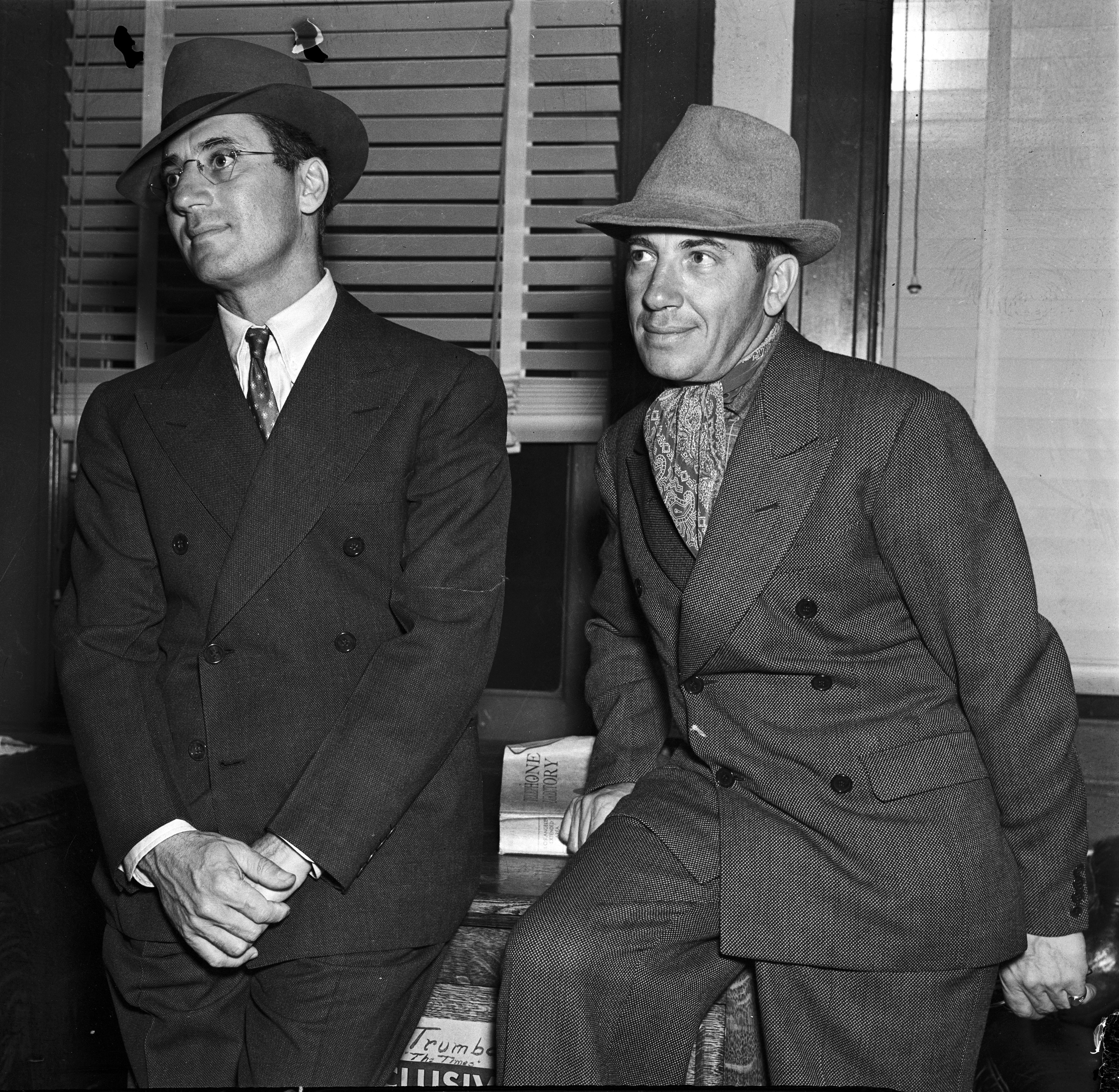
Groucho (links) und Chico Marx (1937)

Der Künstlername „Chico“ geht zurück auf eine seiner beiden großen Leidenschaften: die Jagd nach hübschen Mädchen (chicks). Die letztlich verwendete Schreibweise „Chico“ anstelle von „Chicko“ ist ursprünglich einem Druckfehler zu verdanken, wurde jedoch schnell zum endgültigen Pseudonym.
Während der Dreharbeiten zu Blühender Blödsinn 1932 hatte Chico Marx in Los Angeles einen schweren Autounfall. Dabei wurde seine Kniescheibe zertrümmert, in manchen Szenen des Films sieht man Chico humpeln. Er soll während der Fahrt betrunken gewesen sein.
Er war ein leidenschaftlicher Pokerspieler und soll ein fotografisches Gedächtnis gehabt haben. Zudem wurde einer seiner Schecks in der Brieftasche des toten Gangsters Bugsy Siegel aufgefunden, weswegen er von der Polizei verhört wurde. Er sagte aus, der Scheck sollte seine Spielschulden aus einem Pokerspiel begleichen. Auf die Frage, ob er Kenntnis über die kriminellen Aktivitäten Siegels habe, erklärte Chico: „Wir haben nie über geschäftliches gesprochen (We never discussed business).“
Am 22. März 1917 heiratete Chico Marx Betty Carp. Nach dem Tod seiner Mutter Minnie übernahm Chico das Management der Truppe. Noch als alter Mann arbeitete er als Darsteller und Musiker, um seine Spielleidenschaft zu finanzieren. Auf die Frage, wie viel er verspielt habe, antwortete er einmal „Ask Harpo how much he's made and that's how much I've lost.“ (Frag Harpo, wie viel er eingenommen hat – das ist die Summe, die ich verloren habe.).

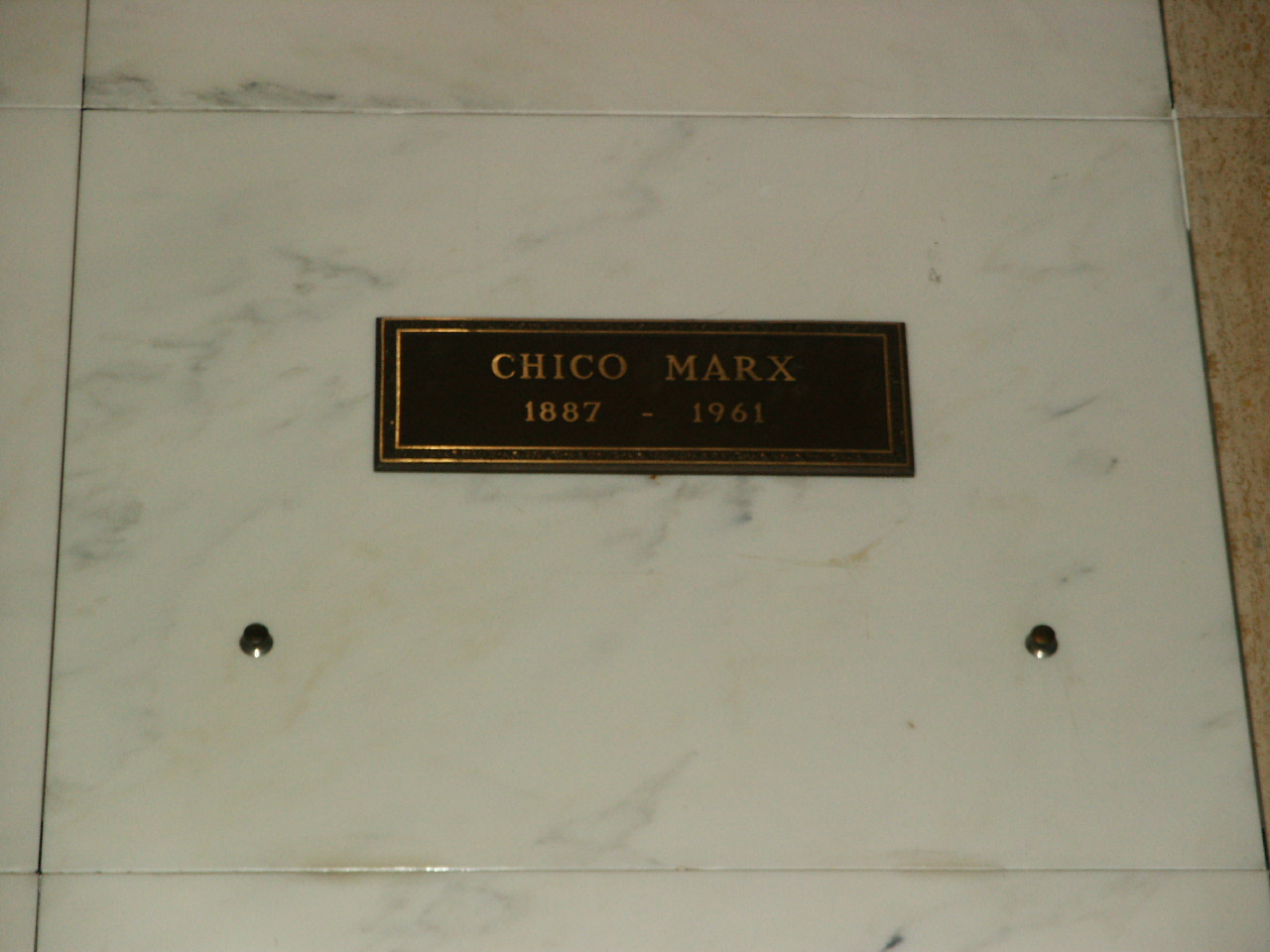
Marx’ Grab in Glendale (Kalifornien)

Betty und Chico ließen sich ein Jahr vor ihrer Silberhochzeit scheiden. Im August 1958 heiratete Chico die damals 42-jährige Mary De Vithas. Mit ihr war er drei Jahre bis zu seinem Tod 1961 verheiratet. Chico Marx starb im Alter von 74 Jahren am 11. Oktober 1961 nach langer Krankheit an Arteriosklerose. Chico Marx wurde einbalsamiert und im Mausoleum des Forest Lawn Memorial Park beigesetzt. Er wurde von einigen Schauspielern nachgespielt und dargestellt, so von David Zimmering. Mary De Vithas starb am 22. Dezember 2002 im Alter von 86 Jahren. Am 14. September 2009 starb Chicos Tochter Maxine Marx im Alter von 91 Jahren.

## Geschichte desChico Marx Orchestras
Zur Bandgeschichte siehe Chico Marx Orchestra.

## Filmografie (Auswahl)
- 1921: Humor Risk (verschollen)
- 1929: The Cocoanuts, Regie: Robert Florey
- 1930: Animal Crackers, Regie: Victor Heerman
- 1931: Die Marx Brothers auf See (Monkey Business), Regie: Norman Z. McLeod
- 1932: Blühender Blödsinn (Horse Feathers), Regie: Norman Z. McLeod
- 1933: Die Marx Brothers im Krieg (Duck Soup), Regie: Leo McCarey
- 1935: Skandal in der Oper (A Night at the Opera), Regie: Sam Wood
- 1937: Die Marx Brothers: Ein Tag beim Rennen (A Day at the Races), Regie: Sam Wood
- 1938: Room Service, Regie: William A. Seiter
- 1939: Die Marx Brothers im Zirkus (At the Circus), Regie: Edward Buzzell
- 1940: Go West, Regie: Edward Buzzell
- 1941: Die Marx Brothers im Kaufhaus (The Big Store), Regie: Charles Reisner
- 1946: Eine Nacht in Casablanca (A Night in Casablanca), Regie: Archie Mayo
- 1950: Love Happy, Regie: David Miller
- 1956: Showdown at Ulcer Gulch
- 1957: The Story of Mankind, Regie: Irwin Allen